# Jet Ski
Jet Ski es una marca de motos acuáticas
 (personal watercraft o PWC en inglés) fabricadas por Kawasaki Heavy Industries. El nombre, sin embargo, se ha convertido en un nombre común usado para cualquier tipo de moto acuática. Jet ski (o jet-ski, a menudo abreviado como ski) puede referirse también específicamente a las versiones de embarcaciones personales con brazo giratorio, conocidas como "stand-ups". Jetski incluyó el término stand-ups, ya que, en 1973, Kawasaki fue responsable de una producción limitada de stand-up como modelos diseñado por el reconocido inventor de las motos acuáticas Clayton Jacobsen II.

## Historia

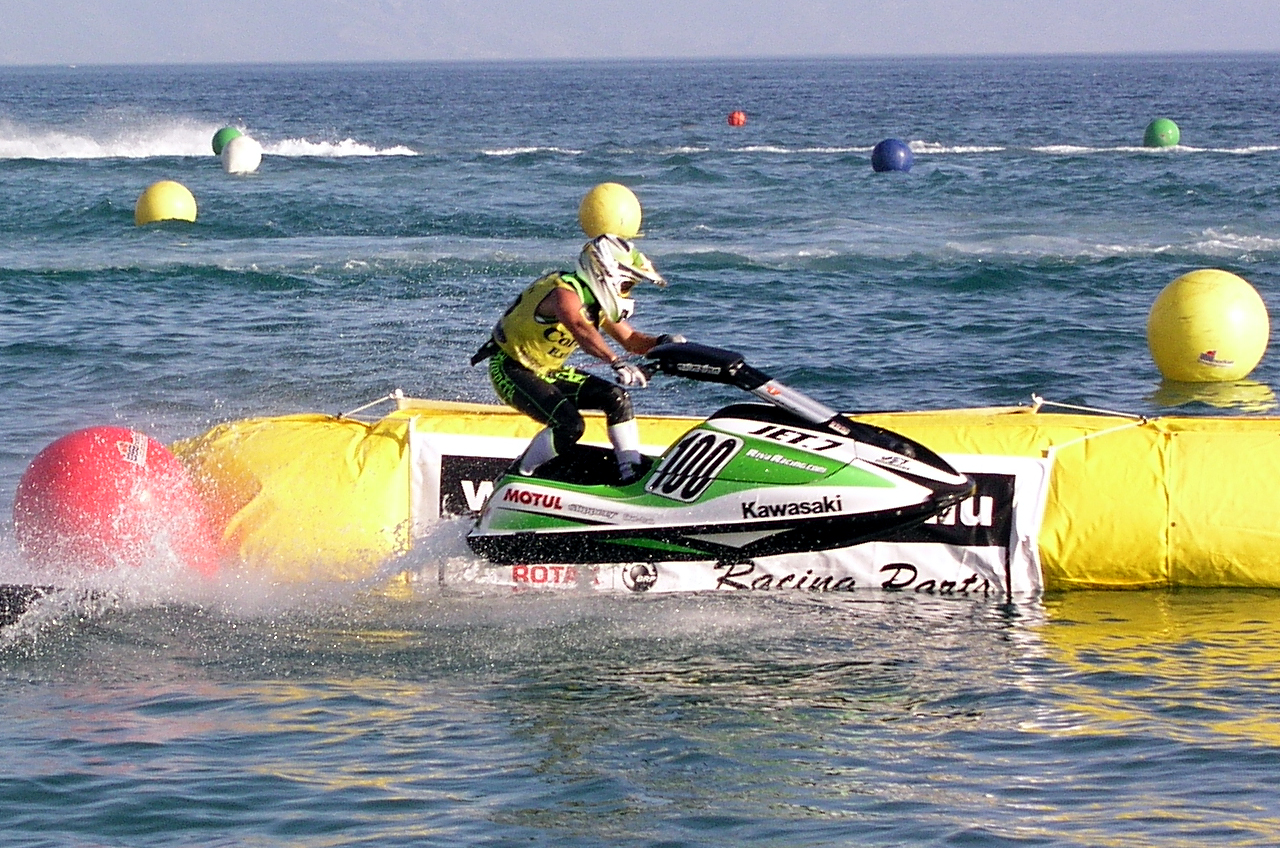
Jet Ski durante una competición.

En 1976, Kawasaki comenzó una producción en masa de la JS400-A. La JS400s incluía casco y un motor de 400 cc de dos tiempos basada en la anterior versión limitada de los modelos. Se convirtió en el detonante del éxito de los Jet-Ski durante la década de 1990.
En 1986, Kawasaki amplió el mundo de los Jet Ski mediante la introducción de un modelo para dos personas y un estilo deportivo con motor de 650 cc, denominado X-2.
En 1989, introdujeron su primer modelo "sit-down" para dos personas, el Tandem Sport (TS), con un pasillo en la zona de los asientos.
En 1994, Kawasaki estrenó el modelo XI 750 R, que compitió en varias categorías en la región de Sudamérica; la 750 XI R era un modelo de línea preparado para competición.
En 2003, Kawasaki celebró el 30.º aniversario de la marca Jet Ski sacando al mercado una edición especial de su modelo de stand-up, el SX-R, del cual ha resurgido el interés por el Jet Ski stand-up. El X-2 también fue actualizado, basado en la plataforma del SX-R y relanzado en Japón.
Kawasaki sigue produciendo tres modelos sit-down, incluyendo muchos modelos de cuatro tiempos. Con la ayuda de supercompresores, los motores pueden alcanzar los 260 caballos de vapor, como se ve en el modelo "Kawasaki ultra 260x". 
El Jet Ski ha evolucionado desde los años 90 también a través de otras empresas. Yamaha, Bombardier y Polaris se han unido a este deporte para convertirlo en un deporte mundial, tanto en las carreras como en el freestyle.

## Cultura popular
Kawasaki ha prestado su nombre y diseños de Jet Ski al videojuego Wave Race 64, elaborado y publicado por Nintendo.